# Box la Jocurile Olimpice de vară din 1904
Competiția de box de la Jocurile Olimpice de vară din 1904 s-a desfășurat în perioada 21 - 22 septembrie 1904, la St. Louis în Statele Unite. Au fost 7 probe sportive, în care au participat 18 concurenți, toți fiind din Statele Unite ale Americii.

## Podium
| Categorie     | Aur                   | Argint                  | Bronz                   |
| 47,6 kg       | George Finnegan (USA) | Miles Burke (USA)       | nu s-a acordat          |
| 52,2 kg       | Oliver Kirk (USA)     | George Finnegan (USA)   | nu s-a acordat          |
| 56,7 kg       | Oliver Kirk (USA)     | Frank Haller (USA)      | Frederick Gilmore (USA) |
| 61,2 kg       | Harry Spanjer (USA)   | Russell van Horn (USA)  | Peter Sturholdt (USA)   |
| 65,8 kg       | Albert Young (USA)    | Harry Spanjer (USA)     | Joseph Lydon (USA)      |
| 71,7 kg       | Charles Mayer (USA)   | Benjamin Spradley (USA) | nu s-a acordat          |
| peste 71,7 kg | Samuel Berger (USA)   | Charles Mayer (USA)     | William Michaels (USA)  |

## Clasament medalii
| Loc | Țară                       | Aur | Argint | Bronz | Total |
| 1   | Statele Unite ale Americii | 7   | 7      | 4     | 18    |